# Unión Progresista de Gáldar
La Unión Progresista de Gáldar (UnPG) es un partido político de Gran Canaria (Islas Canarias - España), fundado en 1998. 
En las elecciones municipales celebradas el 25 de mayo de 2003 obtuvo diez concejales en el municipio de Gáldar, tras presentarse en coalición electoral con el Partido Popular. Estos formaron grupo de gobierno en el Ayuntamiento de Gáldar junto al Bloque Nacionalista Rural con otros 5 concejales. Sin embargo, este último socio de gobierno quedó excluido del grupo de gobierno en el ayuntamiento cuando en octubre de 2004 el concejal tránsfuga José Juan Rodríguez pasó de BNR a UnPG-PP.
En las elecciones municipales del 27 de mayo de 2007 se presentó junto al Partido Popular nuevamente, obteniendo diez concejales.
Actualmente PP-UnPG se encuentra en la oposición con 3 concejales, tras las elecciones del pasado mes de 22 de mayo de 2011, donde el partido volvió a presentarse nuevamente en coalición con el Partido Popular (UnPG PP), frente al grupo de gobierno formado por el denominado «RENOVACIÓN DEL Pacto de Progreso» entre el Bloque Nacionalista Rural y el Partido Socialista Obrero Español que suman 13 concejales teniendo estos dos últimos partidos más de los 11 concejales necesarios para gobernar en Gáldar.
- Datos: Q6157080